# Tyngdlyftning vid olympiska sommarspelen 2012
De olympiska tävlingarna 2012 i tyngdlyftning avgjordes mellan den 28 juli och 7 augusti 2012 i London i Storbritannien. I de femton grenarna fanns det utrymme för totalt 260 deltagare.

## Medaljsammanfattning

### Damer
| Viktklass          | Guld                           | Silver                     | Brons                          |
| 48 kg Detaljer...  | Wang Mingjuan Kina             | Hiromi Miyake Japan        | Ryang Chun-hwa Nordkorea       |
| 53 kg Detaljer...  | Hsu Shu-ching Kinesiska Taipei | Citra Febrianti Indonesien | Julija Paratova Ukraina        |
| 58 kg Detaljer...  | Li Xueying Kina                | Pimsiri Sirikaew Thailand  | Rattikan Gulnoi Thailand       |
| 63 kg Detaljer...  | Christine Girard Kanada        | Milka Maneva Bulgarien     | Luz Acosta Mexiko              |
| 69 kg Detaljer...  | Rim Jong-sim Nordkorea         | vakant                     | Anna Nurmukhambetova Kazakstan |
| 69 kg Detaljer...  | Rim Jong-sim Nordkorea         | vakant                     | Ubaldina Valoyes Colombia      |
| 75 kg Detaljer...  | Lidia Valentín Spanien         | Abeer Abdelrahman Egypten  | Madias Nzesso Kamerun          |
| +75 kg Detaljer... | Zhou Lulu Kina                 | Tatjana Kashirina Ryssland | Jang Mi-ran Sydkorea           |

### Herrar
| Viktklass           | Guld                      | Silver                    | Brons                          |
| 56 kg Detaljer...   | Om Yun-chol Nordkorea     | Wu Jingbiao Kina          | Valentin Christov Azerbajdzjan |
| 62 kg Detaljer...   | Kim Un-Guk Nordkorea      | Óscar Figueroa Colombia   | Eko Yuli Irawan Indonesien     |
| 69 kg Detaljer...   | Lin Qingfeng Kina         | Triyatno Indonesien       | Kim Myong-hyok Nordkorea       |
| 77 kg Detaljer...   | Lü Xiaojun Kina           | Lu Haojie Kina            | Iván Cambar Kuba               |
| 85 kg Detaljer...   | Adrian Zieliński Polen    | Kianoush Rostami Iran     | Tarek Yehia Egypten            |
| 94 kg Detaljer...   | Saeid Mohammadpour Iran   | Kim Min-jae Sydkorea      | Tomasz Zieliński Polen         |
| 105 kg Detaljer...  | Oleksij Torochtij Ukraina | Navab Nassirshalal Iran   | Bartłomiej Bonk Polen          |
| +105 kg Detaljer... | Behdad Salimi Iran        | Sajjad Anoushiravani Iran | Jeon Sang-guen Sydkorea        |

Noteringar
1. ↑  Zulfija Tjinsjanlo från Kazakstan vann ursprungligen guldet och Cristina Iovu från Moldavien bronset, de diskvalificerades dock för doping.[3][4]
2. ↑  Julija Kalina från Ukraina tog bronsmedaljen men diskvalificerades för doping efter att proverna testats om 2016.[3]
3. ↑  De ursprungligen tredje och fjärdeplacerade vitryskorna Maryna Sjkermankova och Dzina Sazanavets diskvalificerades för doping 2016.[7] Roxana Cocoș från Rumänien tog silvret men diskvalificerades 2020 efter att ha testats positivt för metenolon och stanozolol.[8] Då bronsmedaljören Anna Nurmukhambetova är dopningsavstängd fram till 2023 valde IOK att inte omplacera silvermedaljen.[9]
4. ↑  Samtliga de ursprungliga medaljörerna diskvalificerades för doping.[3][4]
5. ↑  Hripsime Khursjudjan från Armenien tog bronsmedaljen men diskvalificerades 2016 efter att ha testats positivt för turinabol och stanozolol.[4]
6. ↑  Răzvan Martin från Rumänien tog bronsmedaljen men diskvalificerades 2020 efter att ha testats positivt för oral turinabol, metenolon och stanozolol.[8]
7. ↑  Samtliga de ursprungliga medaljörerna diskvalificerades för doping.[3][4]
8. ↑  Ruslan Albegov från Ryssland tog bronsmedaljen men diskvalificerades för doping.

Denna tabell: visa • redigera